# St. Rupertus (Eiselfing)

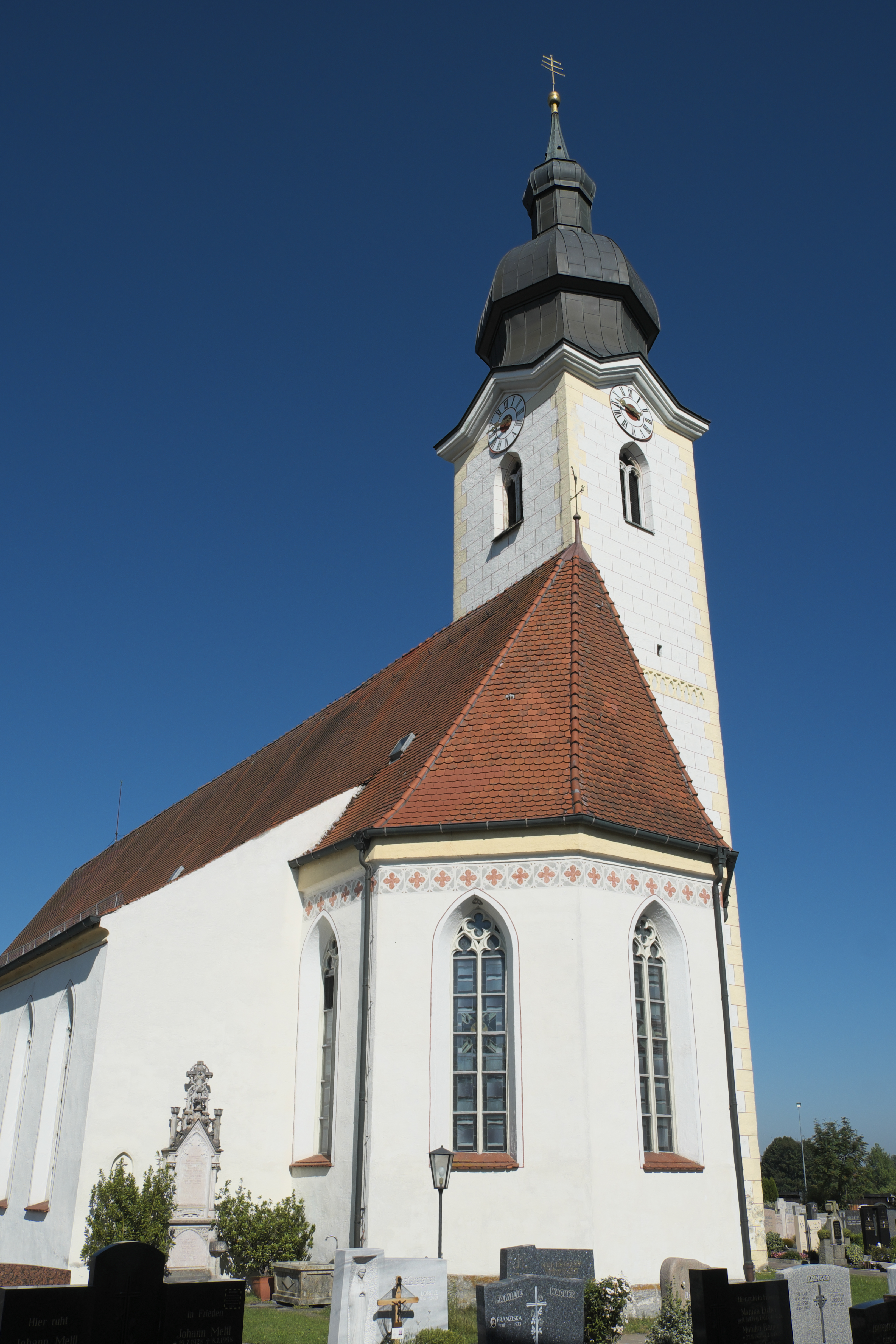
Pfarrkirche Sankt Rupertus

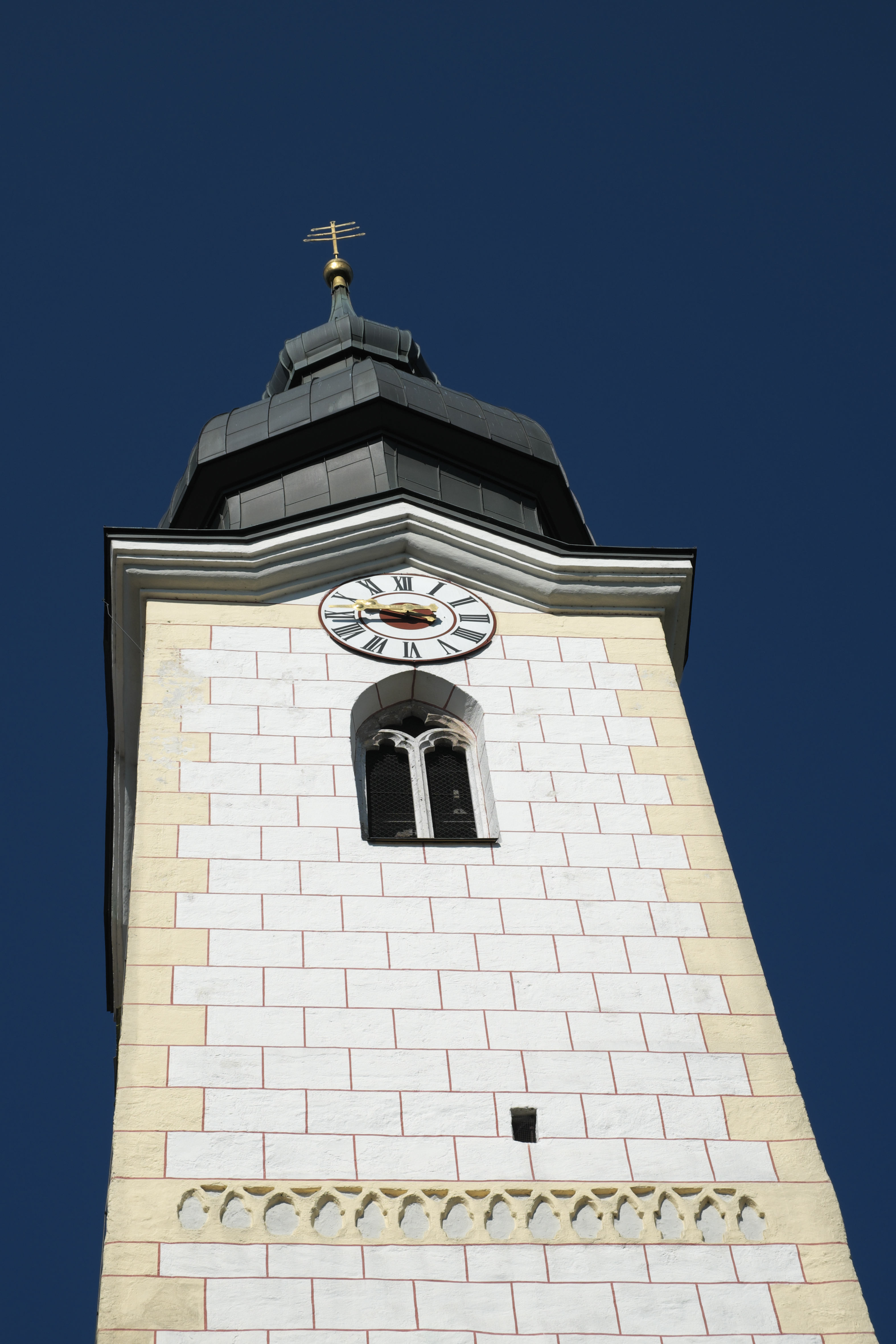
Turm mit Blendbogenfries

Die katholische Pfarrkirche Sankt Rupertus in Eiselfing, einer Gemeinde im oberbayerischen Landkreis Rosenheim, wurde Ende des 15. Jahrhunderts unter Einbeziehung eines romanischen Vorgängerbaus errichtet. Im Chor sind gotische Wandmalereien erhalten, die bei Renovierungsarbeiten im Jahr 2008 entdeckt wurden. Die Kirche ist dem heiligen Rupert geweiht, dem ersten Bischof des Bistums Salzburg, zu dem Eiselfing bis 1817 gehörte.

## Geschichte
Die Kirche von Eiselfing ist erstmals in einer Urkunde des Salzburger Erzbischofs Eberhard II. aus dem Jahr 1205 als Taufkirche schriftlich erwähnt. Zwischen 1250 und 1300 wurden die Mauern des romanischen Langhauses bis zur Höhe des heutigen Kirchenschiffs hochgezogen. Ende des 15. Jahrhunderts wurde die Kirche vermutlich von Wolfgang Wiser, einem in Wasserburg am Inn nachgewiesenen Baumeister, im Stil der Spätgotik umgestaltet. In den Jahren 1859/60 wurde das Langhaus für die Vergrößerung der Empore um eineinhalb Joche nach Westen verlängert.

## Architektur

### Außenbau
Der Unterbau des Glockenturms geht noch auf die romanische Vorgängerkirche zurück. Der Spitzbogenfries wird in das 15. Jahrhundert datiert. Die ursprüngliche Turmbekrönung wurde 1749 durch einen Spitzhelm ersetzt. Nach einem Blitzeinschlag im Jahr 1800 erhielt der Turm seine heutige verkröpfte Doppelzwiebelhaube.
Der neugotische Westeingang wurde nach der Verlängerung des Langhauses im Jahr 1859/60 angelegt. Über dem Portal wurden ein Spruchband und drei gotische Schlusssteine unbestimmter Herkunft, die ins 14. Jahrhundert datiert werden, angebracht. Auf einem Schlussstein ist ein bärtiger Christuskopf mit Kreuznimbus dargestellt, auf den beiden anderen ein Löwe und ein Fabelwesen. Das Spruchband trägt die Inschrift „diser soll mir ein haus bauen und ich will sein reich befestigen ewiklich“ (2. Samuel 7,13 ).

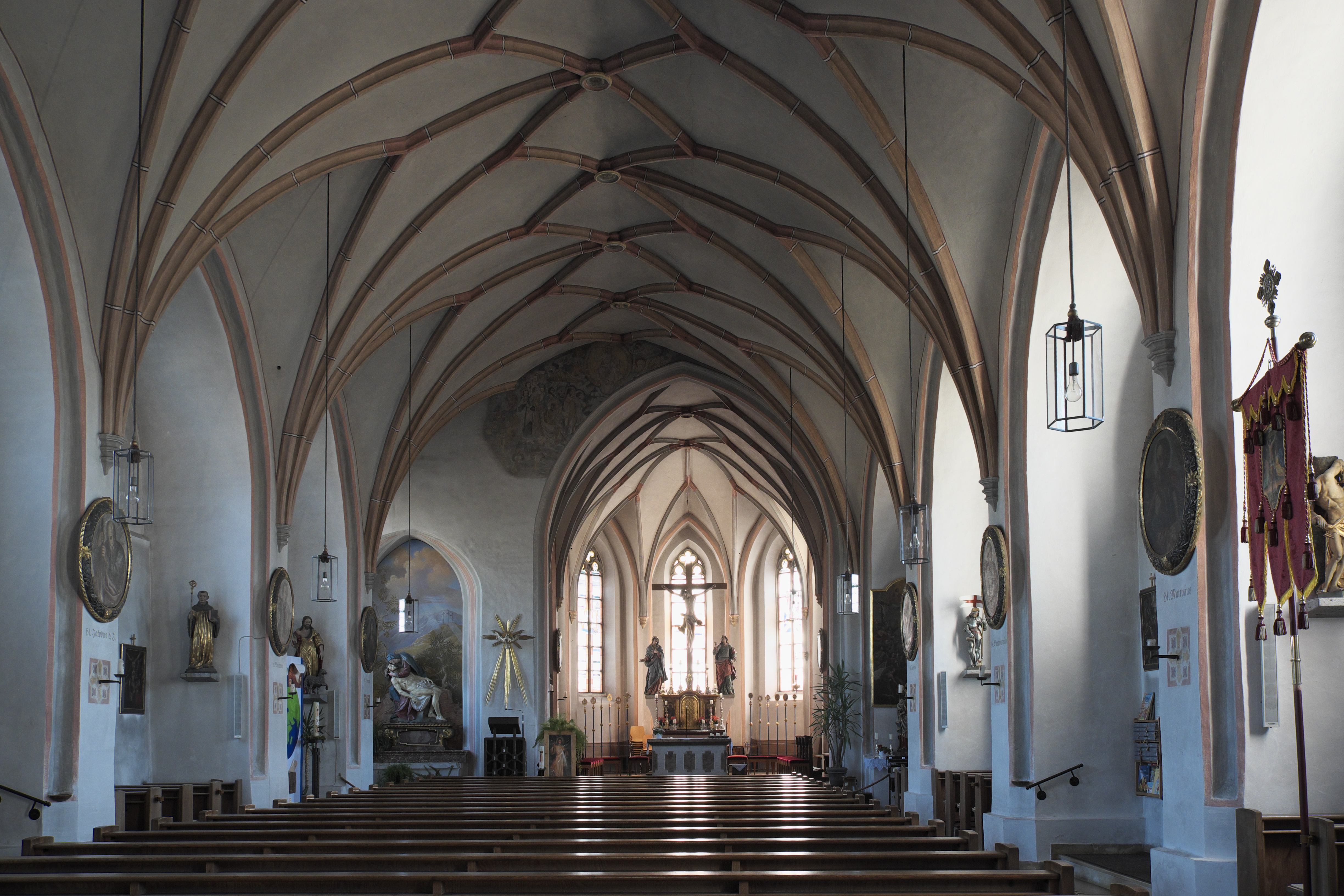
Innenraum

### Innenraum
Die Kirche ist als Saalbau angelegt. Der eingezogene, achsenverschobene Chor ist dreiseitig geschlossen. Chor und Langhaus werden von einem Netzgewölbe gedeckt, dessen Rippen auf zueinander versetzten Wandpfeilern und skulptierten Konsolen aufliegen.

## Wandmalerei

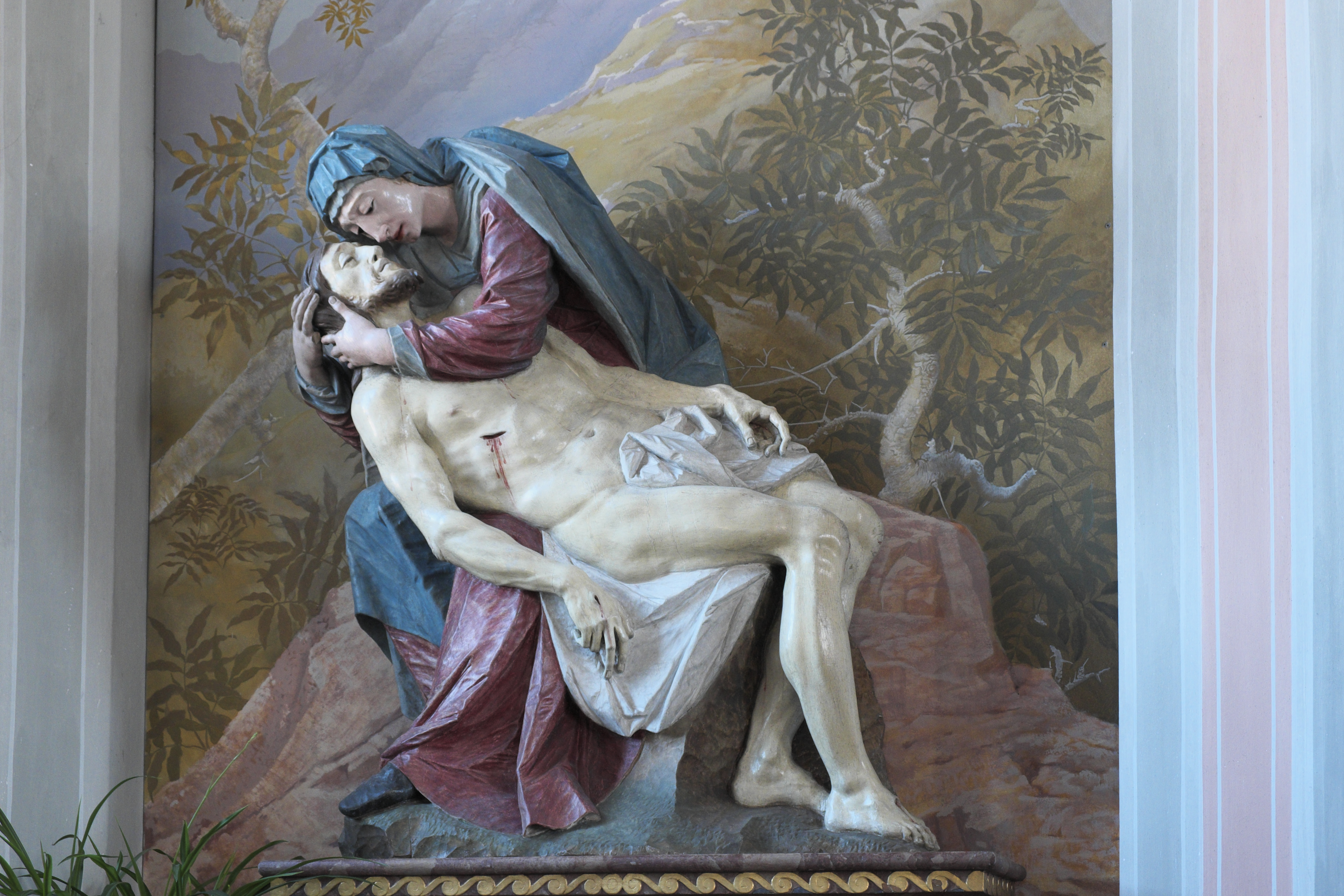
Pietà

Im Chor ist das Fresko einer Kreuzigungsgruppe erhalten, das um 1350 datiert wird. Unter dem Kreuz, das als Gabelkreuz dargestellt ist, sind Maria, Johannes und ein Bischof, vermutlich der heilige Rupert, zu sehen. Über dieser Szene, unter dem Spitzbogen, ist das Zifferblatt einer gotischen Uhr abgebildet. Die Malerei stammt aus der Zeit um 1500.

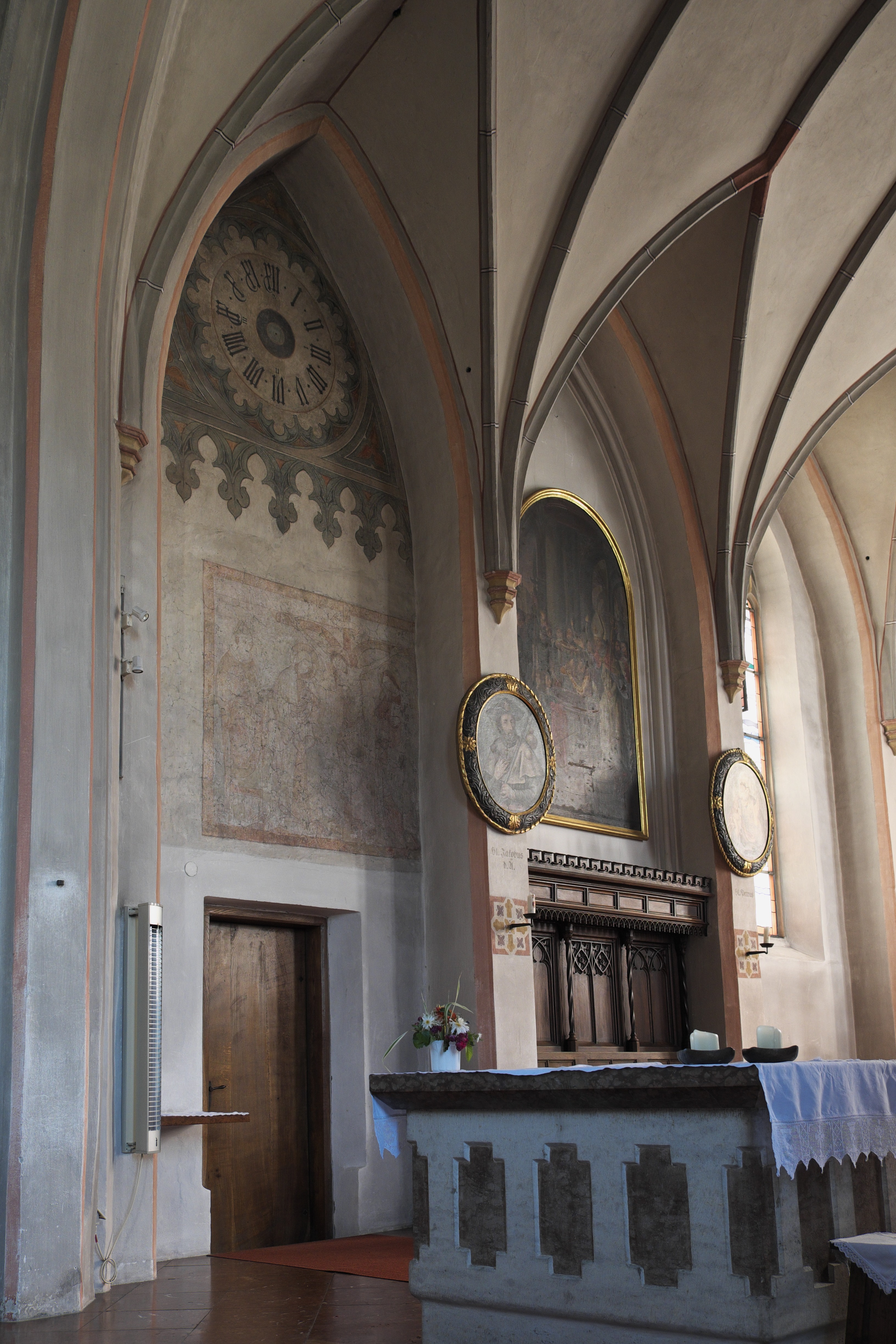
Fresken im Chor
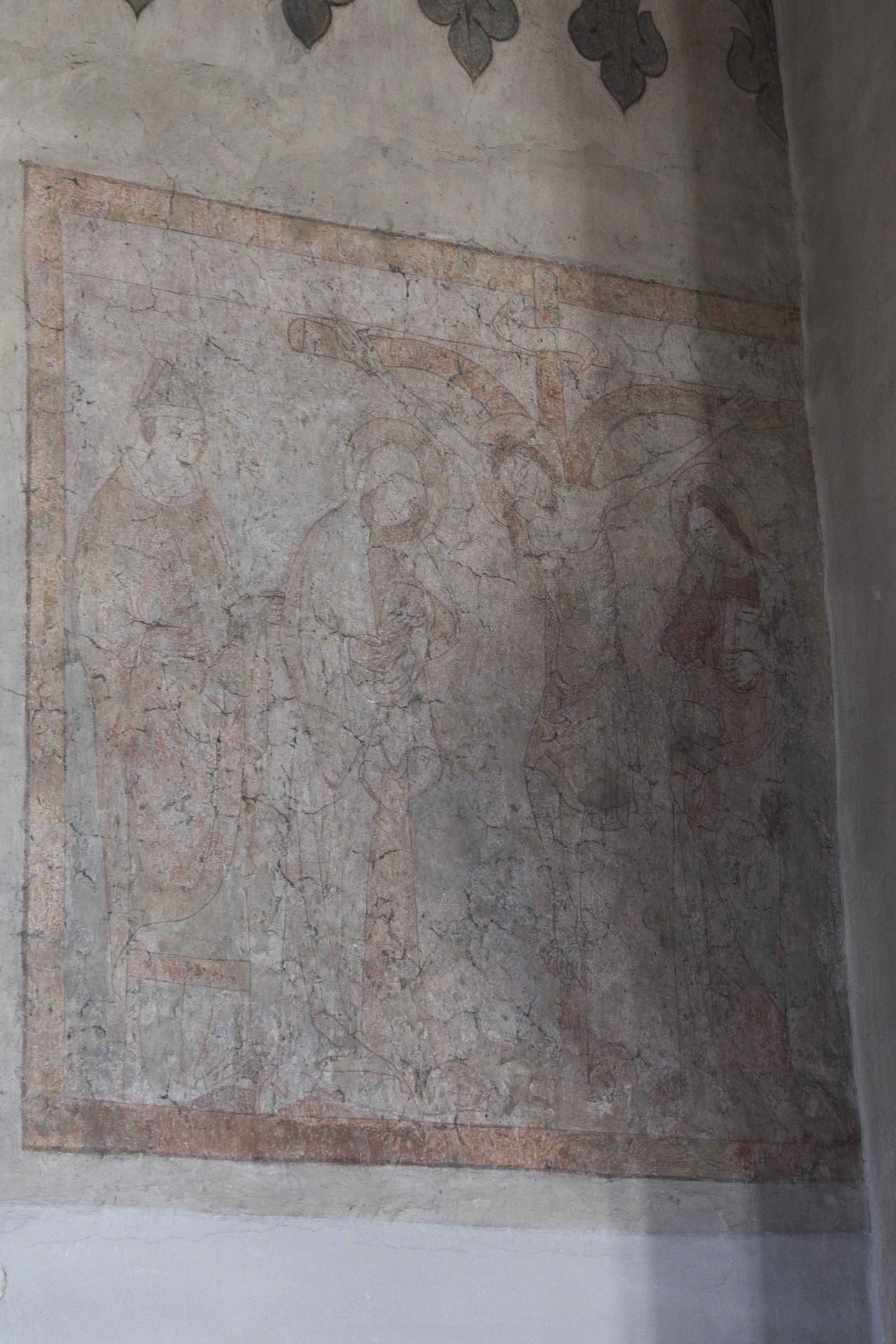
Kreuzigungsgruppe
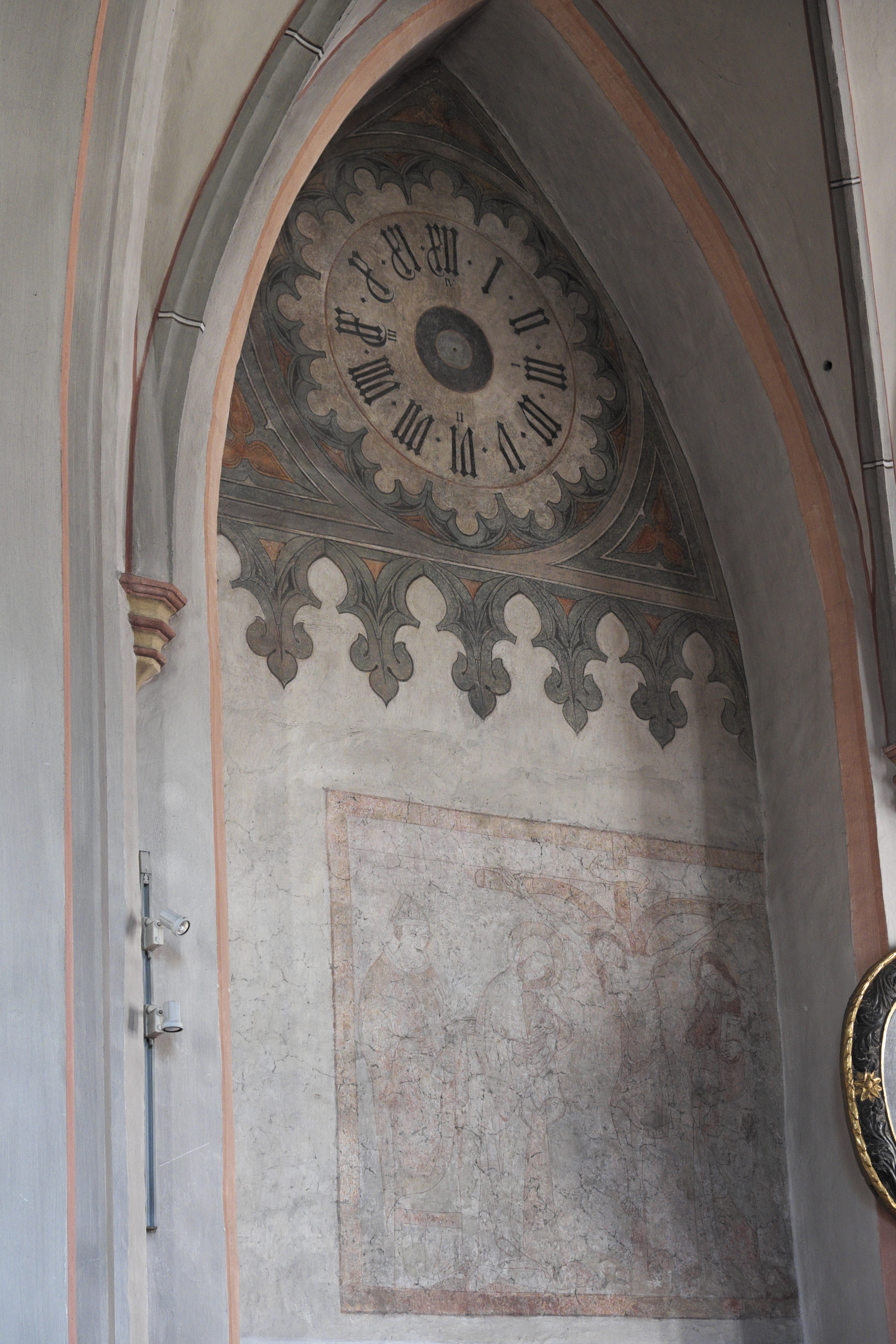
Gotische Uhr

## Pietà
Die Pietà von Ignaz Günther am linken Seitenaltar gilt als das bedeutendste Kunstwerk der Kirche. Das Vesperbild war ursprünglich für die Rosenkranzbruderschaft von Attel geschaffen worden und an einem Altar in der Kirche des ehemaligen Benediktinerklosters Attel aufgestellt. Nach der Säkularisation des Klosters wurde das Bildwerk verkauft und gelangte im Laufe des 19. Jahrhunderts in den Besitz der Pfarrkirche von Eiselfing. Die Skulpturengruppe trägt auf der Rückseite die Signatur des Bildhauers „Ign: Günder“ und ist mit der Jahreszahl 1758 bezeichnet. Bei der Restaurierung in den 1990er Jahren wurde die originale Farbfassung wiederhergestellt.

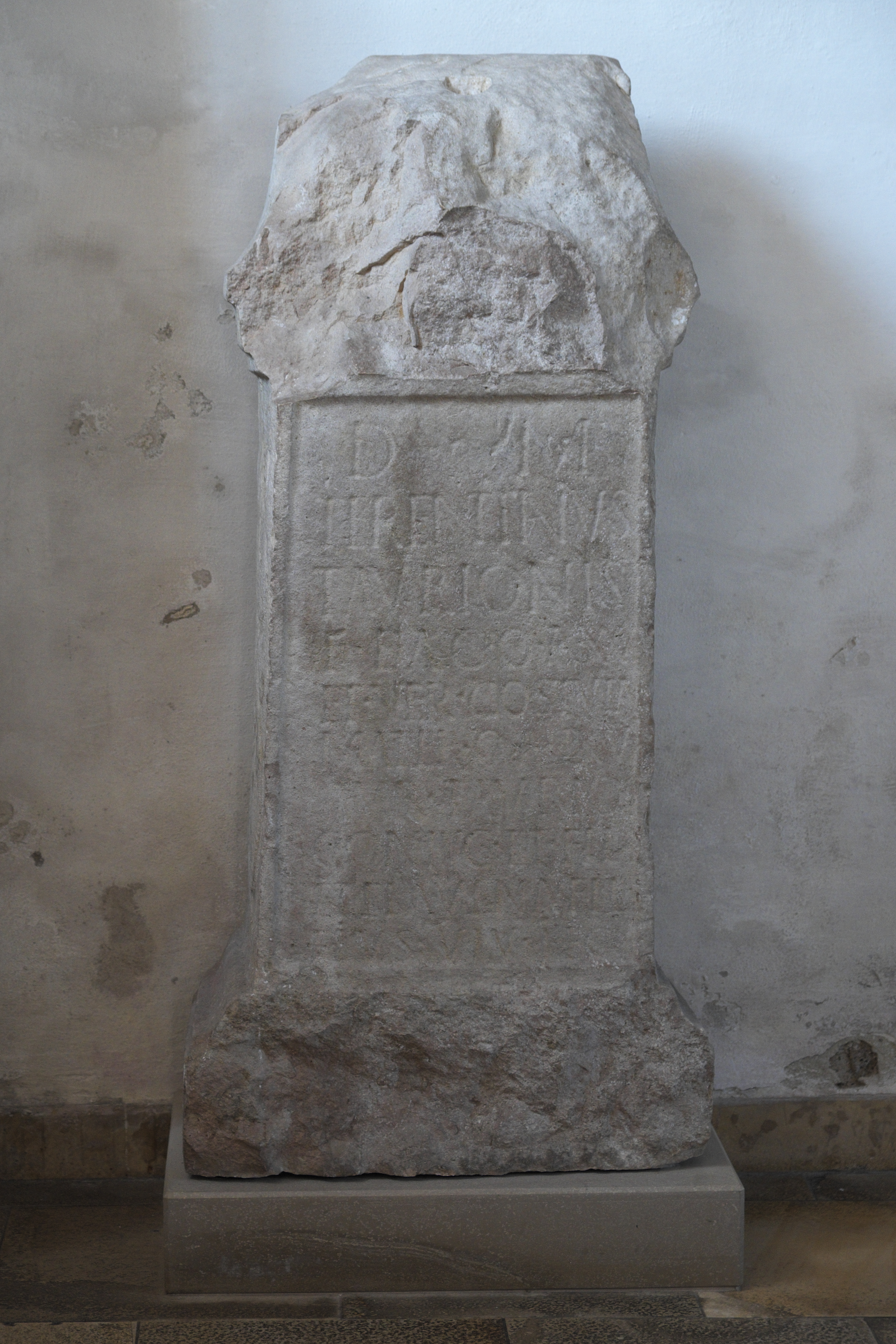
Römischer Grabaltar

## Römischer Grabaltar
Bei der Kirchenrenovierung im Jahr 1969 wurde ein römischer Grabaltar entdeckt, der in der Mensa des ehemaligen Hochaltars vermauert war. Der Altar aus hellem, gelbrötlichen Kalkstein vom Typ eines Pfeilergrabmals wird in die Zeit zwischen 200 und 250 nach Christus datiert. In die Vorderseite ist eine lateinische Inschrift gemeißelt, in die Schmalseiten sind Flachreliefs eingraviert.

## Weitere Ausstattung
- In den Tabernakel am Hauptaltar sind zwei Tafeln eines spätgotischen Altarflügels aus dem Jahr 1509 integriert. Auf ihnen sind der heilige Florian und die heilige Cordula dargestellt.
- Zu beiden Seiten des Hauptaltars sind zwölf Bruderschaftsstangen aufgestellt. Die Stangen der Mariä-Namen-Bruderschaft sind mit Mariensymbolen verziert, die Stangen der Sieben-Zufluchten-Bruderschaft mit eucharistischen Symbolen wie Kelch und Hostie.
- Die Grabinschrift auf einer Fayence-Platte von 1496 über der Sakristeitür erinnert an den Priester Vinzenz Posch den Älteren.
- Auf einem Grabsteinfragment aus Rotmarmor ist Vinzenz Posch der Jüngere als Priester mit Birett und Kelch dargestellt. Es wird um 1550 datiert.